# L'Inconnu des 1000 pistes
 (février 2017).
Si vous disposez d'ouvrages ou d'articles de référence ou si vous connaissez des sites web de qualité traitant du thème abordé ici, merci de compléter l'article en donnant les références utiles à sa vérifiabilité et en les liant à la section « Notes et références ».
L'Inconnu des 1000 pistes est le trente-septième tome de la série Michel Vaillant, paru en 1980. Il a pour cadre le rallye des 1000 Pistes.

## Synopsis
Michel Vaillant décide de participer au rallye des 1000 Pistes, intrigué par un mystérieux participant du nom de Arow Stevens. Lorsqu'il se trouve face à lui, Michel découvre aussitôt sa véritable identité...